# Tanya Seymour

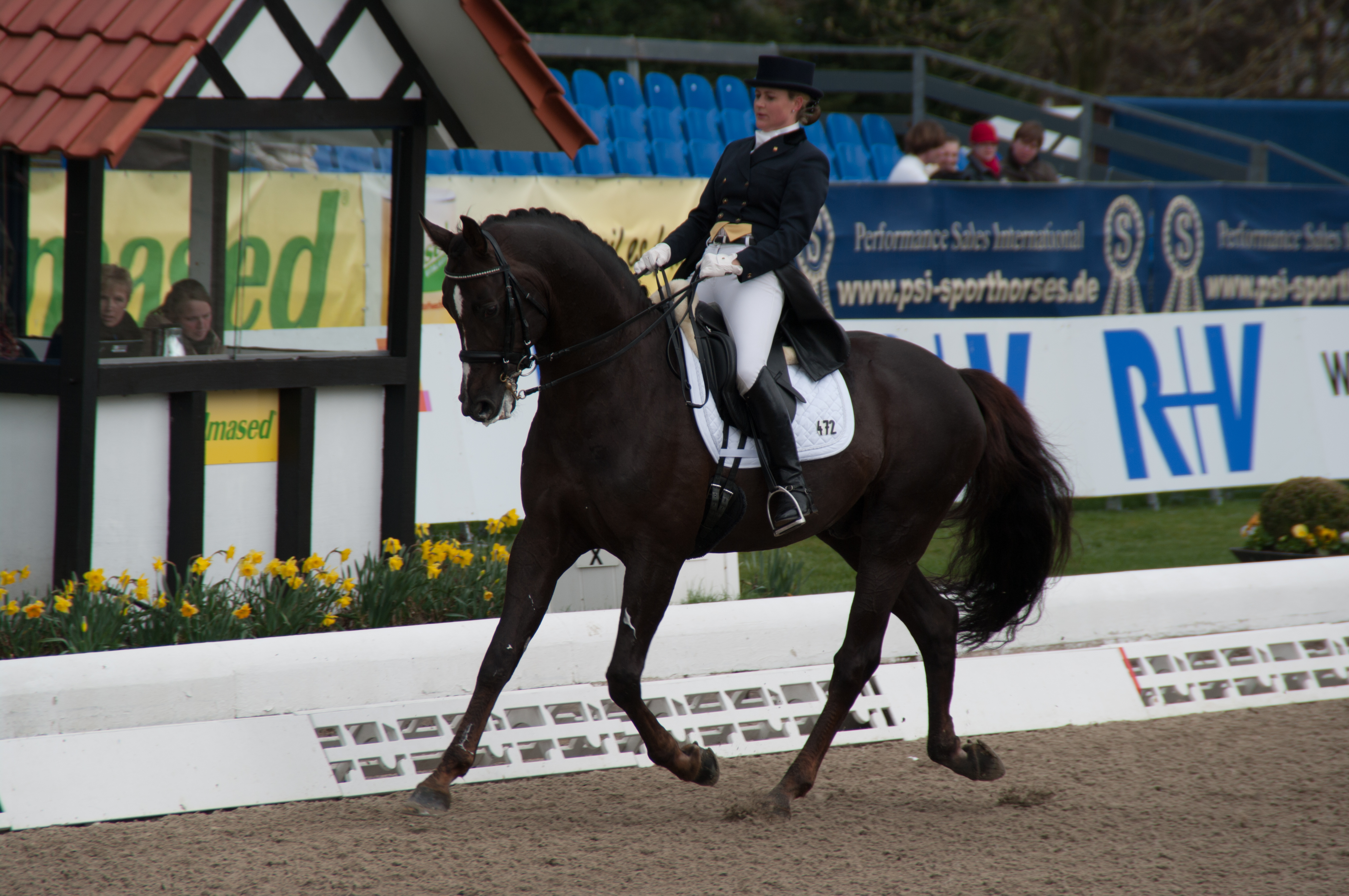
Tanya Seymour und Ramoneur (2013)

Tanya Karen Seymour (* 5. November 1983) ist eine südafrikanische Dressurreiterin.
Sie wurde in Südafrika geboren und zog mit ihrer Familie im Jahr 2000 nach Australien. Seit 2007 lebt sie in Deutschland und trainiert bei Jonny Hilberath.
Sie nahm an den  Weltreiterspielen von 2014  in der Normandie teil und erreichte mit der Südafrikanischen Equipe den 20. Rang und im Einzel Rang 98.
Bei den Olympischen Sommerspielen von 2016 startete sie wiederum für die South African Equestrian Federation, nachdem sie sich in Perl qualifizieren konnte. Sie erreichte in Rio Platz 56 und wurde so die erste Südafrikanische Dressurreiterin, die an den Olympischen Spielen teilnahm.